# Disa Park
Disa Park is een van de bekendste architectuurstukken in het Vredehoek-gebied van Kaapstad, Zuid-Afrika.
De drie cilindrische torens van 17 verdiepingen, Blinkwater, Platteklip en Silverstroom geheten, zijn in de jaren 60 van de 20e eeuw gebouwd door het bouwbedrijf Murray & Roberts. Ze zijn genesteld op de hellingen van de Tafelberg en worden door de meeste mensen gezien als een smet. Ze zouden het uitzicht op de majestueuze berg verpesten en worden in de volksmond spottend vergeleken met toiletrollen en tampons.
Gezamenlijk tellen de torens 287 appartementen, waar circa 1.000 mensen in wonen. Bewoners zijn het vaak oneens met de critici. Zij hebben immers een mooi uitzicht over de regio en daarnaast bevinden zich in de nabije omgeving een tennisbaan, zwembad en diverse wandelpaden.

## Galerij

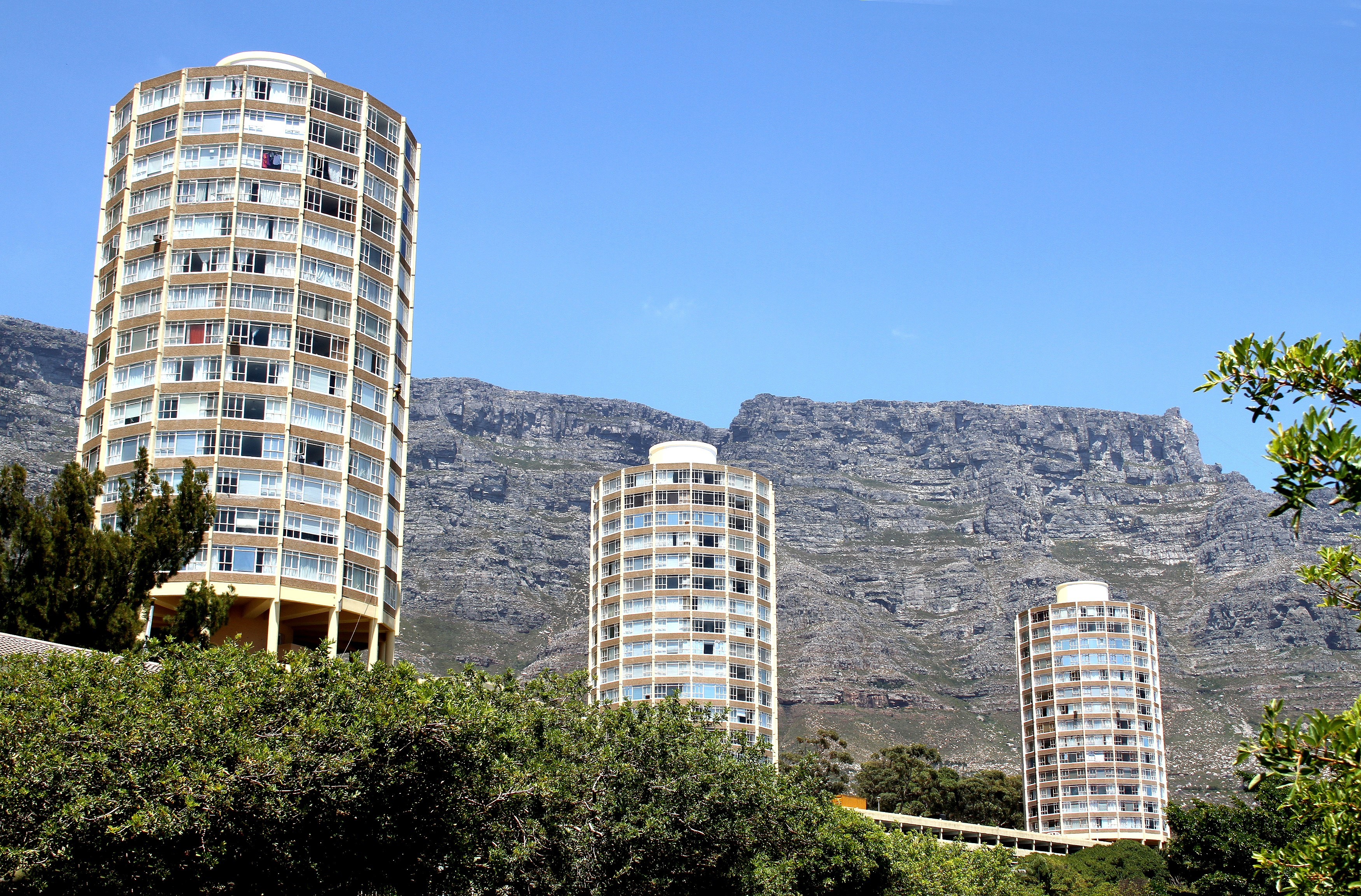
Disa Park gezien vanaf Chelmsford Avenue, Vredehoek.
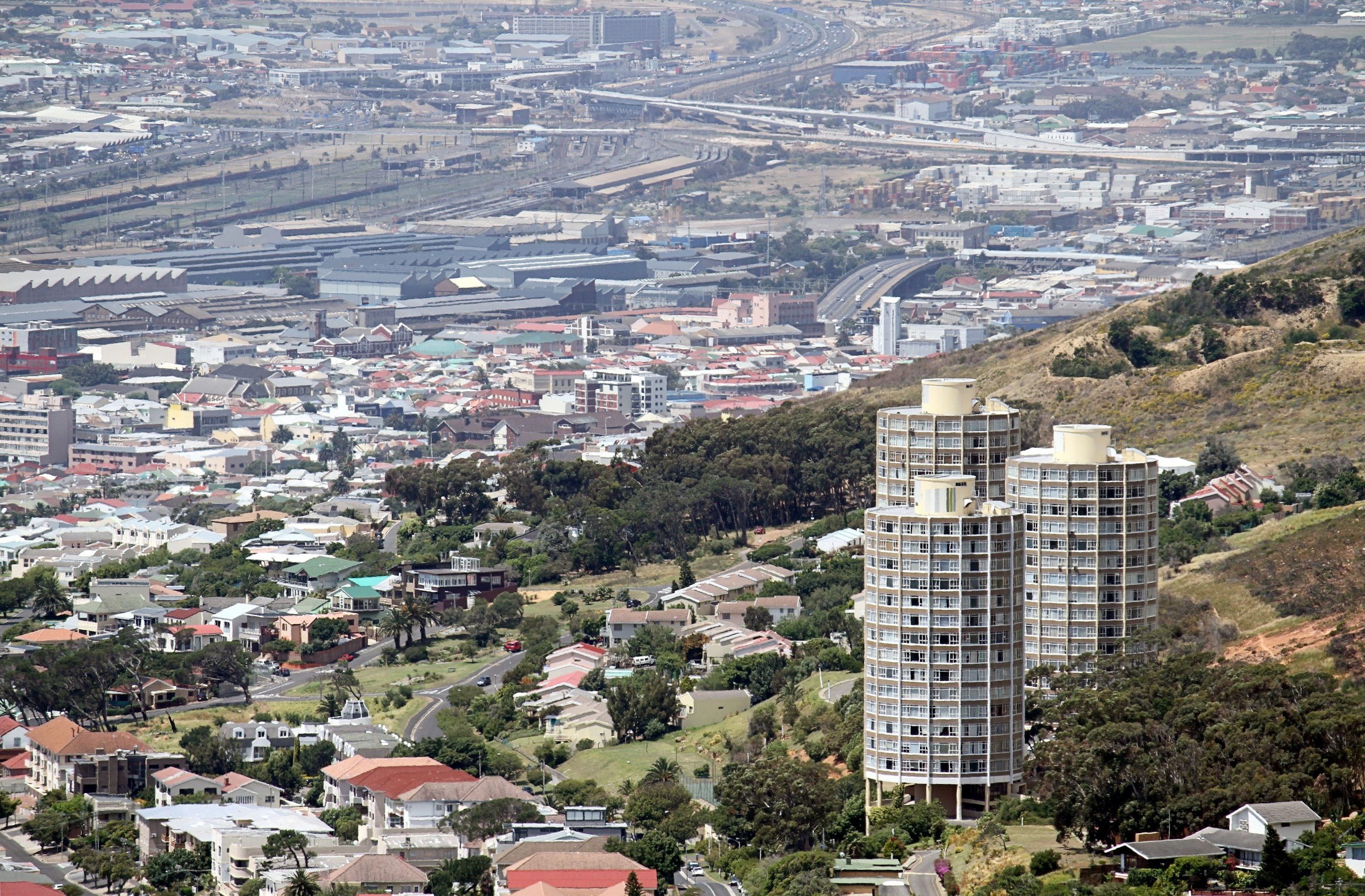
Disa Park met Salt River en Woodstock op de achtergrond.
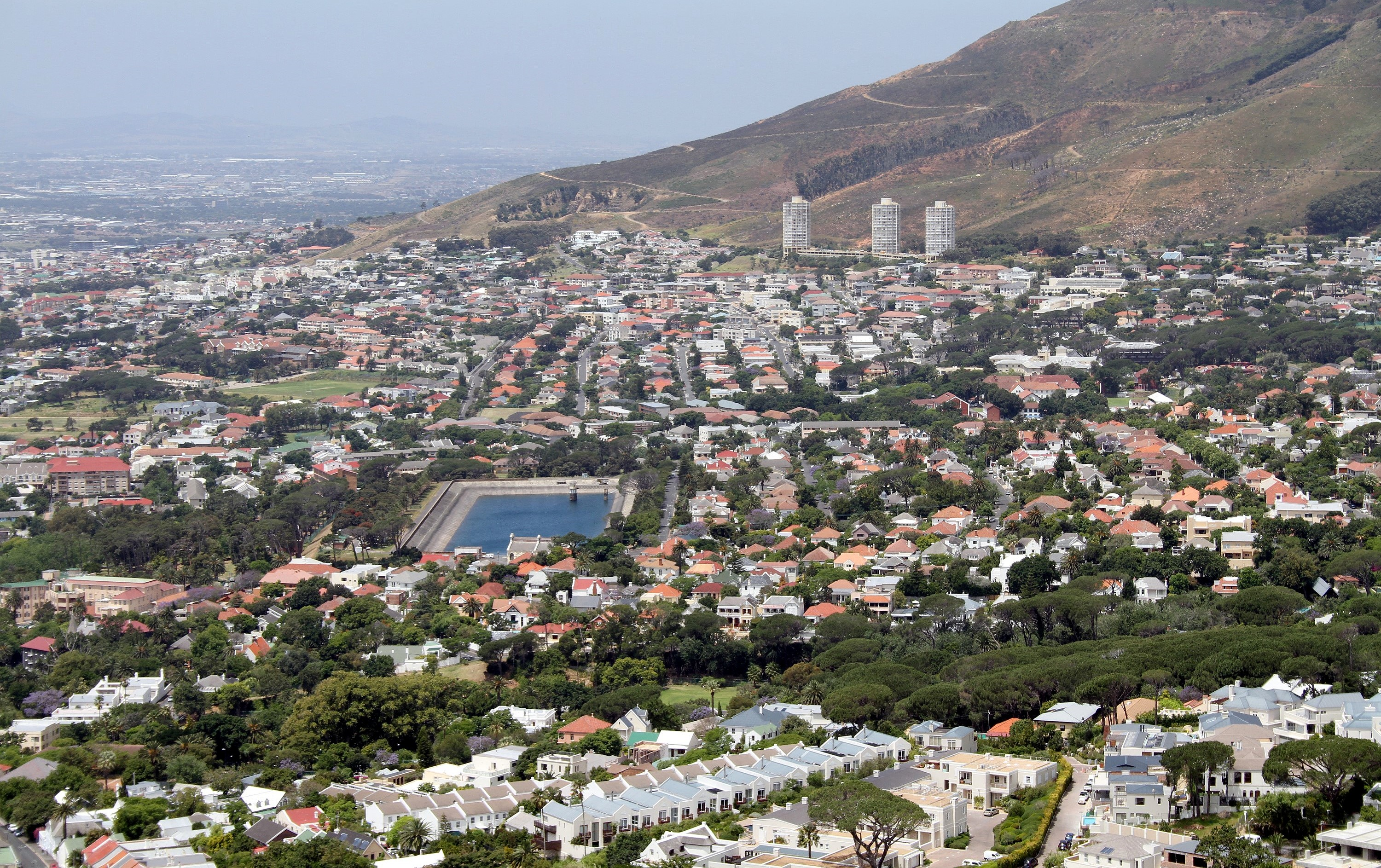
Met de buitenwijken van Duiwelspiek, Vredehoek, Oranjezicht en Higgovale op de voorgrond.